# Chrysoprasis melanostetha
Chrysoprasis melanostetha là một loài bọ cánh cứng trong họ Cerambycidae.